# Ксеньевская впадина
Ксе́ньевская впа́дина — впадина на западе средней части Забайкальского края России.

## Расположение
Ксеньевская впадина расположена между горной перемычкой от Хорькового до Черомного хребтов (с северо-запада) и Собачкина хребта (с юго-востока), в долине реки Чёрный Урюм. Впадина начинается на юго-западе, у впадения в Чёрный Урюм её правого притока — реки Черёмушка. Отсюда впадина протягивается на северо-восток на 12 км (до устья Медвежьего ручья); максимальная ширина достигает 4 км.

## Геология
Ксеньевская впадина заполнена осадочными формациями нижнемелового возраста, сверху перекрытыми кайнозойскими континентальными отложениями незначительной мощности. Заложение впадины произошло в мезозое, дальнейшее формирование шло в неоген-четвертичное время.

## Гидрография и ландшафт
Наиболее пониженную часть впадины занимают река Чёрный Урюм и устьевые участки её притоков с отметками урезов воды от 530 до 560 м. Преобладающие типы ландшафта — приречные луга и горная тайга с ерниками.